# Shannon Rutherford

Maggie Grace în rolul lui Shannon Rutherford

Shannon Rutherford este unul dintre personajele principale din serialul de televiziune american Lost. Rolul este jucat de actrița americană Maggie Grace.